# Hippomane mancinella
Hippomane mancinella, là một loài thực vật có hoa trong Họ Đại kích (Euphorbiaceae), có nguồn gốc Florida Hoa Kỳ, Bahamas,Caribbean, Trung Mỹ, và miền Bắc Nam Mỹ. Tên gọi "manchineel" (hay "manchioneel") cũng như phần định danh loài mancinella có nguồn gốc từ tiếng Tây Ban Nha manzanilla ("cây/quả táo nhỏ"), do sự giống nhau bề ngoài của quả và lá loài cây này với quả và lá của táo tây. Trên thực tế, tên gọi trong tiếng Tây Ban Nha ngày nay là manzanilla de la muerte, "cây táo nhỏ tử thần". Nó là một trong những cây độc khủng khiếp nhất trên thế giới nên được mệnh danh là 'loài cây chết chóc'.

## Đặc điểm
Manchineel là cây có tán lớn, đạt chiều cao 15 m. Vỏ cây màu xám, lá màu xanh lục bóng, với các chùm hoa nhỏ màu ánh lục. Quả tròn, giống trái táo tây, màu xanh và vàng ánh lục khi chín.

## Độc tính
- Cây và các bộ phận của nó có các độc tố mạnh, trong đó một số chưa được xác định. Các thành phần độc tố đã xác định được trong cây là 12-deoxy-5-hydroxyphorbol-6gamma, 7alpha-oxide, các hippomanin, mancinellin, và sapogenin, còn phloracetophenone-2,4-dimethylether có trong lá, trong khi quả chứa physostigmin.[2]. Nhựa màu trắng sữa của nó có chứa phorbol và các chất gây kích ứng da khác, gây ra viêm da dị ứng nặng.[3]
- Đứng dưới cây trong mưa sẽ gây phồng rộp da do tiếp xúc chỉ với chất lỏng này (thậm chí một giọt mưa nhỏ với chất nhựa màu sữa này sẽ làm cho da phồng rộp).
- Manchineel độc tới mức chỉ cần hít phải khói đốt từ thân, lá loài cây này là có thể chết người, hoặc nhẹ thì mù mắt nếu khói tiếp xúc mắt.
- Tất cả các bộ phận của cây như vỏ, lá, nhựa và quả đều chứa độc tố. Nếu chất độc từ nhựa loài cây này ngấm vào cơ thể, dù qua da thì cái chết đến với nạn nhân đó là khó tránh khỏi[cần dẫn nguồn]. Quả được cho là có thể gây tử vong nếu ăn phải, tuy nhiên, "các ca tử vong do ăn phải quả này vẫn chưa được ghi nhận trong tài liệu hiện thời nào".[4]. Nhà thám hiểm người Anh tên Jonk đã cố tình ăn một quả Manchineel chín. Ngay lập tức Jonk có cảm giác miệng bỏng rát như muốn bốc cháy, chân tay rụng rời... và ngay lập tức nhà thám hiểm này đã được đưa đi cấp cứu. Năm 1521, người Tây Ban Nha đã sang Mỹ xâm lược đã bị người dân kháng cự, chống trả bằng cách bắn tên tẩm nhựa cây Manchineel. Không có một ai sống sót khi trúng phải loại độc tố này[cần dẫn nguồn].
- Manchineel nguy hiểm tới mức con người phải đặt biển khuyến cáo khắp nơi, yêu cầu người dân tránh xa chúng ít nhất 6m, không ăn quả và tránh để nhựa của loài cây này dính lên da[cần dẫn nguồn].
- Không chỉ có con người mà ngay cả các sinh vật khác như chim, sóc và thú ăn quả cũng phải tránh xa loài này[cần dẫn nguồn].
- Chưa có loài cây nào thay thế được vị trí đứng đầu về khả năng 'hủy diệt' của cây Manchineel. Chúng được xếp đầu tiên về lượng độc tố trong sách kỷ lục[cần dẫn nguồn].

## Công dụng
Cây được xem là vũ khí chắn sóng hữu hiệu cho những vùng biển Bahamas,Caribbean và Trung Mỹ.

## Tình trạng
Vì sự nguy hiểm được cho là khủng khiếp nhất trong thế giới thực vật mà ít ai dám lui tới chặt phá và làm tổn hại đến loài cây này.

## Hình ảnh

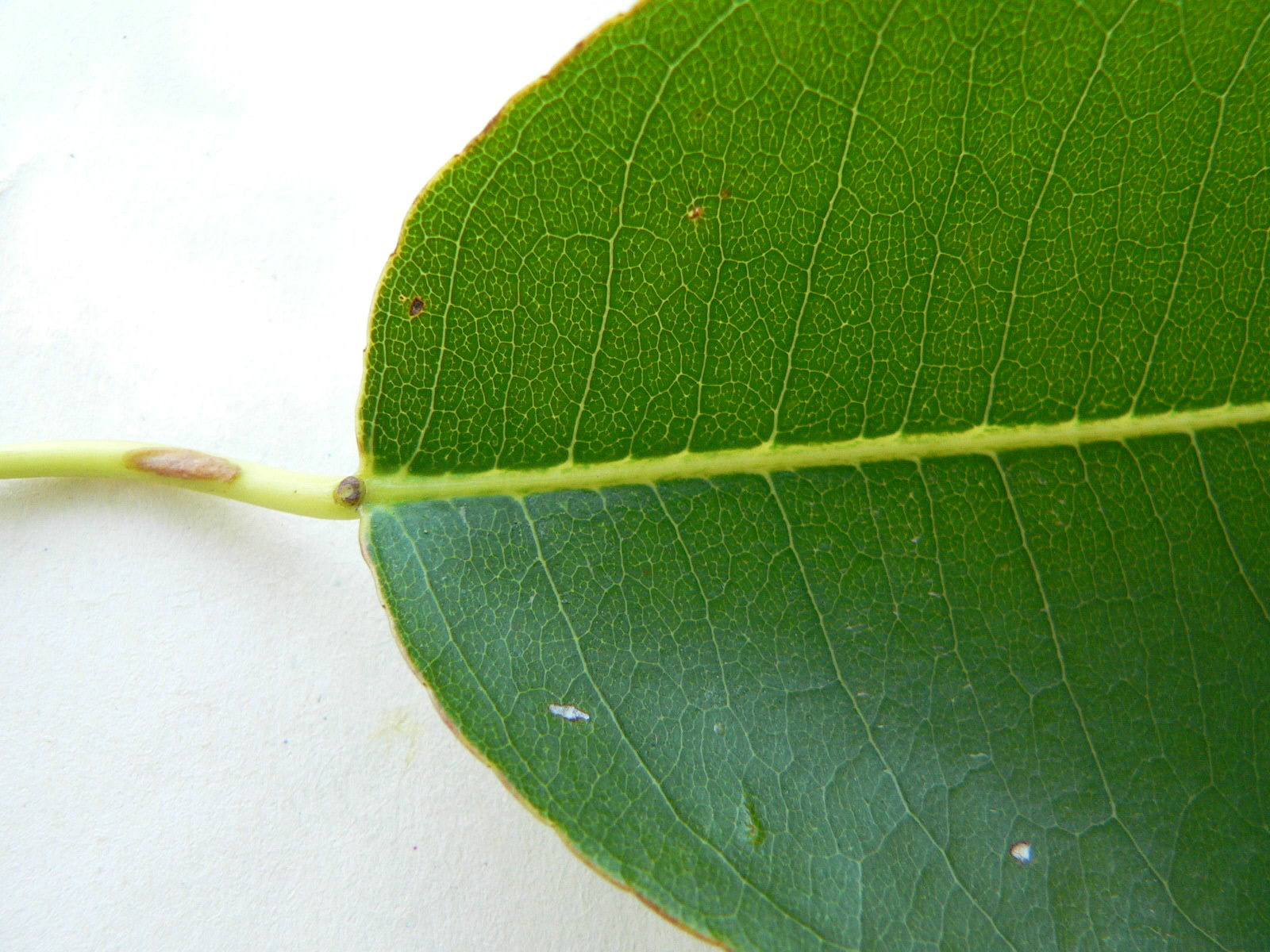
Cuống lá
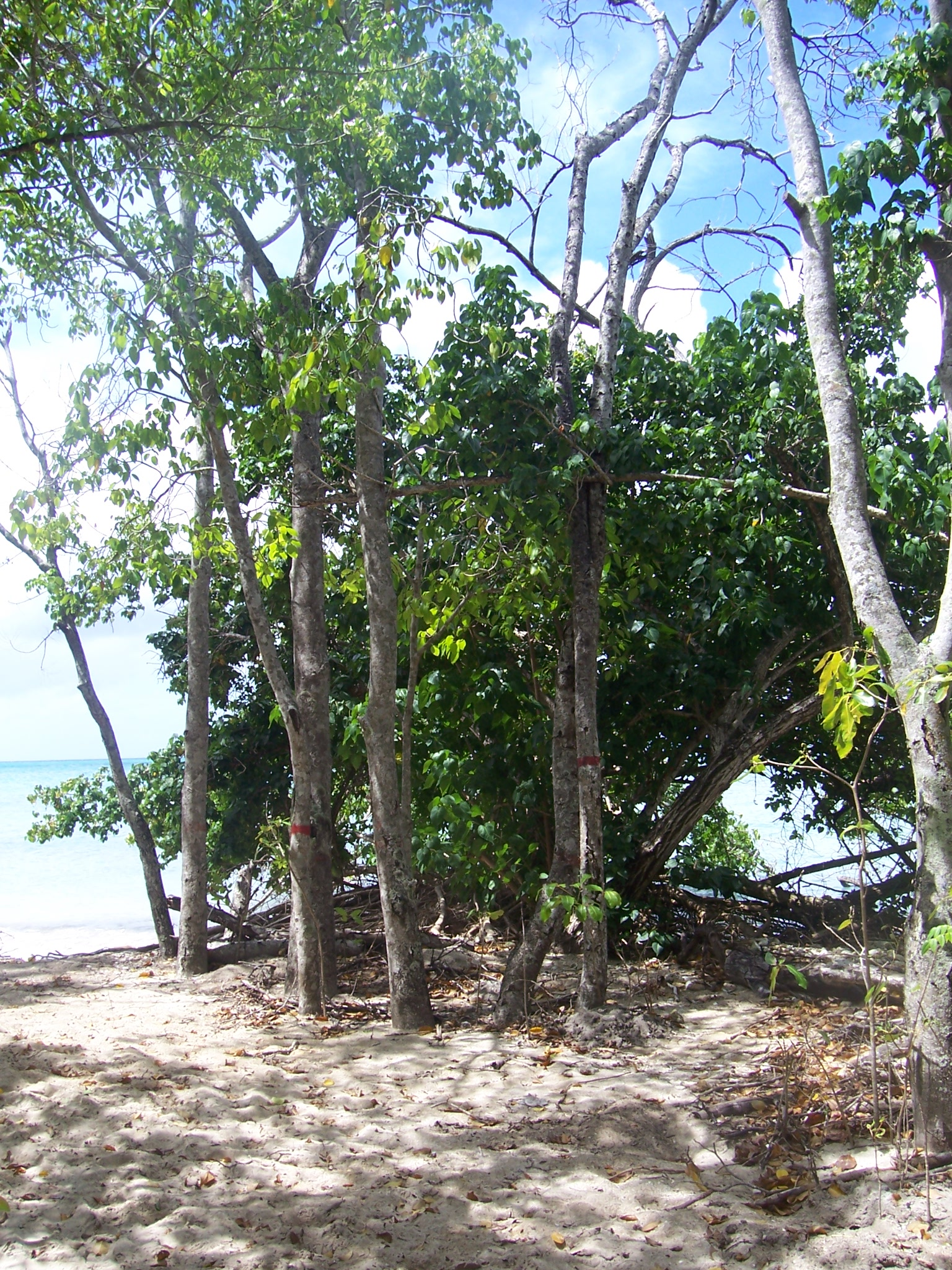
Thân cây
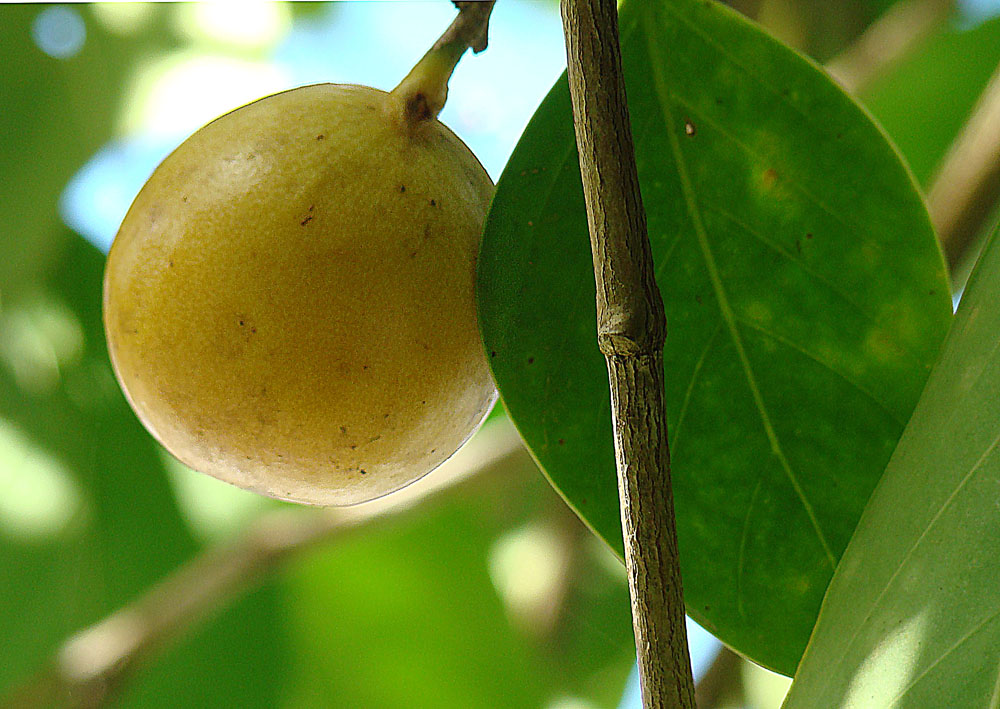
Quả

## Danh pháp đồng nghĩa
- Hippomane aucuparia
- Hippomane biglandulosa
- Hippomane cerifera
- Hippomane dioica
- Hippomane fruticosa
- Hippomane glandulosa
- Hippomane horrida[5]
- Hippomane ilicifolia
- Hippomane mancanilla
- Hippomane spinosa[5]
- Hippomane zeocca